# 공공위험죄
공공위험죄(公共危險罪)는 공공의 위험 발생을 요건으로 하는 범죄를 말한다. 공공의 위험이란 불특정 또는 다수인의 생명·신체·재산을 위태롭게 할 개연성(蓋然性) 있는 상태를 말한다. 구체적 위험을 필요로 하는 것과 추상적 위험으로 족한 것이 있다. 형법상 공공위험죄에는 방화와 실화(失火)의 죄, 일수(溢水)와 수리(水利)에 관한 죄, 교통방해의 죄 등이 있다. 이 밖에 공안을 해하는 죄, 음용수(飮用水)에 관한 죄, 아편에 관한 죄 등을 포함시키는 견해도 있다.

## 판례
- 형법 제164조 전단의 현주건조물방회죄는 공중의 생명, 신체, 재산 등에 대한 위험을 예방하기 위하여 공중의 안전을 그 제1차적인 보호법익으로 하고 제2차적으로는 개인의 재산권을 보호법익으로 하는 것이라고 할 것이다.[1]
- 장롱 안에 있는 옷가지에 불을 놓았는데 불길이 치솟는 것을 보고 겁이 나서 불을 끈 경우 중지미수가 아니다.[2]
- 방화죄는 화력이 매개물을 떠나 스스로 연소할 수 있는 상태에 이르었을 때 기수가 되고, 반드시 목적물의 중요부분이 소실하여 그 본래의 효용을 상실한 때라야만 기수가 되는 것은 아니다.[3]
- 피고인이 피해자의 재물을 강취한 후 그를 살해할 목적으로 현주건조물에 방화하여 사망에 이르게 한 경우, 피고인의 위 행위는 강도살인죄와 현주건조물방화치사죄에 모두 해당하고 그 두 죄는 상상적 경합범관계에 있다.[4]
- 피고인이 불을 아직 방화목적물 내지 그 도화물체에 점화하지 아니한 이상 이를 즉시 방화의 착수로 논단하지 못할 것이다.[5]

## 같이 보기
- 방화죄
- 실화죄